# Connor Evans
Connor James Evans (ur. 2 lutego 1993) – brytyjski i od 2009 roku australijski zapaśnik walczący w stylu wolnym. Zajął osiemnaste miejsce na mistrzostwach świata w 2017. Czterokrotny medalista mistrzostw Oceanii w latach 2014 - 2023. Piąty na igrzyskach Wspólnoty Narodów w 2018. Brązowy medalista mistrzostw Wspólnoty Narodów w 2017.